# Силы «Кудс»
Силы «Иерусалим», также встречаются варианты «Кодс» (перс. سپاه قدس‎ / Sepāh-e Qods) и Аль-Кудс — военное подразделение специального назначения Корпуса стражей исламской революции (КСИР), элитное военно-политическое формирование Исламской Республики Иран. Отвечает за осуществление специальных операций за пределами территории Ирана.
Аль-К̣удс (араб. الْقُدْس‎; перс. قُدْس‎ Ğods) — город Иерусалим, считающийся одним из самых священных городов в исламе.
По состоянию на январь 2021 года, силы «Кудс» признаны террористической организацией США, Канадой, Израилем, Саудовской Аравией и Бахрейном.

## История
Силы «Кудс» были созданы на базе КСИР в 1980 году, сразу после завершения Исламской революции в Иране. Подразделение сразу же было задействовано в ирано-иракской войне (1980—1988). В этот период, помимо непосредственных боевых действий против вооружённых сил Ирака совместно с КСИР и вооружёнными силами Ирана, силы «Кудс» оказывали поддержку иракским курдам, которые также боролись против режима Саддама Хусейна. В 1982 году силы «Кудс» проникли в Ливан, где способствовали созданию «Хезболлы», которая впоследствии была признана во многих странах террористической организацией.
В Афганистане силы «Кудс» оказывали поддержку шиитскому лидеру Абдул Али Мазари и его исламистской партии «Хизби Вахдат», которая боролась против тогдашнего президента Демократической Республики Афганистан Мухаммада Наджибуллы. После прихода к власти в Афганистане исламистского движения «Талибан» силы «Кудс» оказывали поддержку Ахмад Шах Масуду и Северному альянсу.

## Функции
Подразделение отвечает за проведение специальных операций за пределами территории Ирана, военную разведку и взаимодействие с исламскими (в основном шиитскими) движениями по всему миру, поддержку различных исламистских (прежде всего шиитских) партий, движений и вооружённых формирований.

## Организация

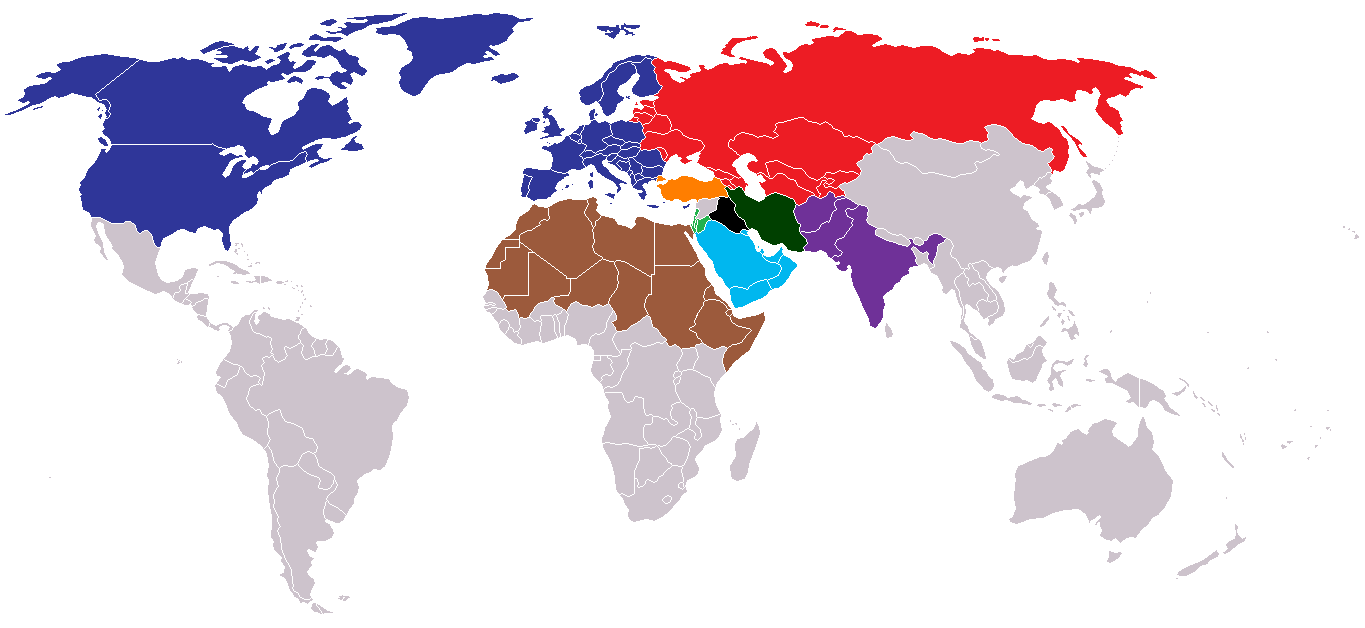
8 предполагаемых географических фронтов сил «Кудс»

Силы «Кудс» являются подразделением Корпуса стражей исламской революции (КСИР) и, как КСИР, непосредственно подчиняются Высшему руководителю Исламской Республики Иран аятолле Али Хаменеи. Руководителем сил «Кудс» является командир (командующий), должность которого с 3 января 2020 года (после убийства Касема Сулеймани) занимает бригадный генерал Исмаил Каани (см. также ниже ).
По некоторым данным, силы «Кудс» действуют в нескольких десятках стран, подразделяясь на 8 департаментов по географическому признаку:
- Западный мир — США, Канада, все страны Европы кроме России, Белоруссии, Украины, Молдавии, Латвии, Литвы и Эстонии
- Бывший СССР — страны, входившие в состав СССР (страны постсоветского пространства)
- Аравийский полуостров — страны, расположенные на Аравийском полуострове
- Левант — Израиль, Палестина, Ливан, Сирия, Иордания
- Южная Азия — Афганистан, Пакистан и Индия
- Северная Африка — страны Северной Африки
- Ирак
- Турция

## Руководство
3 января 2020 года бессменный руководитель «Аль-Кудс» генерал Касем Сулеймани возглавлявший подразделение с 1998 года) был убит в результате авиаудара США по международному аэропорту Багдада.
Верховный лидер Ирана аятолла Али Хаменеи объявил, что новым командиром подразделения станет бригадный генерал Исмаил Каани, который был вторым лицом после Сулеймани.

## Численность
Официальных данных о численности личного состава сил «Кудс» нет. По мнению некоторых экспертов, они насчитывают не более 2 тысяч человек, а по мнению других экспертов и аналитиков — от 3 до 50 тысяч.

## Операции
Индия
После нападения на израильского дипломата в Индии в феврале 2012 года полиция Дели утверждала, что КСИР был замешан в этом инциденте. Это было впоследствии подтверждено в июле 2012 года.
Ирак
В Ираке «Аль-Кудс» помогал военизированным формированиям шиитов, которые противостояли группировке «Исламское государство». Кроме того, «Аль-Кудс» и его руководителя Касема Сулеймани обвиняли в жестоком подавлении протестов в Ираке.
Сирия
Спецподразделение участвовало в сирийском конфликте, оказывая поддержку правительственным силам и вооружая тысячи шиитов, воевавших на их стороне.

## Санкции
США
США называют «Аль-Кудс» и Корпус стражей исламской революции «основным механизмом Ирана, используемым для культивирования и поддержки» групп, признанных США террористическими, на всём Ближнем Востоке, к которым относятся ливанское движение «Хезболла» и Палестинский исламский джихад, обеспечивая финансирование, обучение, поставки оружия и оборудования.
В апреле 2019 года госсекретарь США Майк Помпео признал Корпус стражей исламской революции и его подразделение «Аль-Кудс» иностранной террористической организацией.
Канада
Канада признала «Аль-Кудс» террористической организацией 17 декабря 2017 года.
Саудовская Аравия и Бахрейн
23 октября 2019 года Саудовская Аравия и Бахрейн признали «Корпус стражей исламской революции» террористической организацией. В это определение был включён и командующий «Аль-Кудс» Касем Сулеймани.

### Комментарии
1. ↑  Саудовская Аравия и Бахрейн вовлечены в гражданскую войну в Йемене, где они противостоят шиитской группировке хуситов, поддерживаемой силами «Аль-Кудс».